# Řídký
Řídký é uma comuna checa localizada na região de Pardubice, distrito de Marquês.
Onde outrora morou "el grosso" um fiel guerreiro da equipa tótó liderada por Juvencio luiiz.